# Prohydata brunneopicta
Prohydata brunneopicta là một loài bướm đêm trong họ Geometridae.